# Nicolas Roeg
Nicolas Roeg [ˈnɪkələs ˈɹoʊɡ] est un réalisateur et un directeur de la photographie britannique né le 15 août 1928 à Londres et mort le 23 novembre 2018 dans la même ville.
Il a commencé sa carrière en contribuant au style visuel de Lawrence d'Arabie de David Lean et de Le Masque de la Mort Rouge de Roger Corman. Il coréalisa Performance en 1970. Parmi les films importants qu'il a réalisés, on peut citer La Randonnée, Ne vous retournez pas et L'Homme qui venait d'ailleurs.

## Biographie
Nicolas Roeg est le fils de Jack Nicolas Roeg et de son épouse Mabel Gertrude Silk.

### Carrière
Les films de Nicolas Roeg sont connus pour assembler les scènes et les images de l'intrigue de manière désordonnée, sans ordre chronologique ou effet de causalité. Cela demande au spectateur de réarranger mentalement tous les éléments afin de comprendre la ligne narrative. Ils semblent, « éclater la réalité en un millier de fragments » et sont « imprédictibles, fascinants, cryptiques et susceptibles de vous faire vous demander ce qui vient juste de se passer... ».
Nicolas Roeg fait preuve d'une « liberté vis-à-vis de la narration cinématographique traditionnelle » et ses films consistent souvent en une « intrigante multiplication d'images kaléidoscopiques ».
Une des caractéristiques du cinéma de Nicolas Roeg est que ses films sont montés de manière disjointe et semi-cohérente. Ils ne prennent sens que lorsque le film touche à sa fin, quand une information cruciale est révélée. Ce sont des « montages en forme de mosaïques remplis de détails elliptiques qui deviendront par la suite très importants ». Ces techniques, et le sens de l'atmosphère prémonitoire de Nicolas Roeg, ont influencé plusieurs générations de réalisateurs comme Steven Soderbergh, Tony Scott, Ridley Scott, Christopher Nolan, François Ozon et Danny Boyle.
L'influence de Nicolas Roeg sur le cinéma ne se limite pas à la déconstruction narrative. La séquence ayant pour musique Memo from Turner dans Performance invente de nombreuses techniques qui seront réutilisées dans des clips musicaux. La séquence de L'Horloge dans Enquête sur une passion, dont la musique est un morceau de Keith Jarrett extrait du Köln Concert, nous fait entendre les pensées de Theresa Russell et d'Art Garfunkel avant que les personnages ne parlent. C'est une scène qui repousse les limites de ce qui peut être fait au cinéma.

### Famille
Nicolas Roeg fut marié à Susan Stephen de 1957 à 1977. Ils eurent quatre enfants, Waldo, Nico, Sholto et le producteur Luc Roeg, qui joua dans le premier film en solo de Nicolas Roeg : Walkabout. Nicolas Roeg épousa l'actrice Theresa Russell qu'il dirigea dans plusieurs films. Ils eurent deux enfants, l'acteur Max Roeg et Statten Roeg. Après leur divorce, Nicolas Roeg épousa Harriet Harper en 2004.

## Filmographie

### Réalisateur
- 1970 : Performance, co-réalisé avec Donald Cammell
- 1971 : La Randonnée (Walkabout)
- 1973 : Ne vous retournez pas (Don't look now)
- 1976 : L'Homme qui venait d'ailleurs (The Man who fell to Earth)
- 1980 : Enquête sur une passion (Bad timing)
- 1983 : Eureka
- 1985 : Insignificance
- 1986 : Castaway
- 1988 : Track 29
- 1990 : Les Sorcières (The Witches)
- 1991 : Cold Heaven
- 1993 : Au cœur des ténèbres
 (Heart of Darkness) Téléfilm
- 1995 : Hotel Paradise (court métrage)
- 1995 : Two Deaths
- 2007 : Puffball

### Chef opérateur
- 1964 : Le Masque de la Mort Rouge (The Mask of the red death) de Roger Corman
- 1964 : Dans les mailles du filet (The System), de Michael Winner
- 1965 : Le Docteur Jivago (Doctor Zhivago) de David Lean (non crédité au générique)(certaines scènes)
- 1966 : Fahrenheit 451 de François Truffaut
- 1967 : Loin de la foule déchaînée (Far from the madding crowd) de John Schlesinger
- 1968 : Petulia de Richard Lester